# إل جي بي تي كامانيك
إل جي بي تي كامانيك - المنظمة الوطنية الجرينلاندية للرجال المثليين، والمثليات، ومزدوجي الميول الجنسية والأشخاص المتحولين جنسيا (بالدنماركية: LGBT Qaamaneq – Landsforeningen for Bøsser, Lesbiske, Biseksuelle og Transpersoner i Grønland)‏ هي جمعية ضغط سياسي للأشخاص المثليين والمثليات، ومزدوجي الميول الجنسية والمتحولين جنسيا في جرينلاند.
تأسست الجمعية في عام 2014، وهي إحياء منظمة سابقة، سميت أيضًا بنفس الاسم "كامانيك"، والتي تم حلها بسبب عدم المشاركة الفعالة، نتيجة لظاهرة انتقال أغلب المثليين، والمثليات، ومزدوجي الميول الجنسية والأشخاص المتحولين جنسيا الجرينلنديين للدنمارك للمشاركة في مجتمع المثليين أكبر عددا وأوسع نشاطا. كانت المنظمة الأصلية، التي كانت نشطة في الفترة من 2002 إلى 2007، تحت قيادة إريك أولسن.
هدف الجمعية هو العمل على المساواة السياسية، والاجتماعية، والثقافية، وفي مكان العمل، وفي كل مستوى من مستويات المجتمع للمثليين، والمثليات، ومزدوجي الميول الجنسية والأشخاص المتحولين جنسيا. تسعى الجمعية إلى العمل ضد التمييز وللضغط لغرض التأثير على المشرعين، على سبيل المثال في مجالات مثل زواج المثليين، وتبني المثليين للأطفال، والتلقيح الاصطناعي للمثليات، وحقوق المتحولين جنسيا.
حققت المجموعة نجاحًا ملحوظًا عندما تم تقنين زواج المثليين في جرينلاند من قبل برلمان جرينلاند في 26 مايو 2015، والذي دخل حيز التنفيذ في 1 أبريل 2016.

## رؤساء الجمعية
- 2014 - 2015: ترينا إكيدي
- 2015 - 2017: إفالو روسنغ
- 2017 - : جان جو سيدسن